# Zajezersko jezero
Zajezersko jezero (nemško Jeserzer See ali Saisser See) se nahaja na višavi severno od Vrbskega jezera na avstrijskem Koroškem  v občini Vrba ob Vrbsekm jezeru. Je osrednji del krajinskega varstvenega območja Zajezersko jezero oz. Jeserzer See med vasmi Zajzare (severozahodno), Dvor (južno) in Gorje (jugovzhodno).

## Opis
Jezero se nahaja na nadmorski višini 593 m, ima površino 13,3 ha na kraju močvirnaste depresije nad starokristalinskim kamenjem. Okoliški vrhovi se vzpenjano do 693 m. Jezero ima največjo globino 6,6 m. Pritoki so mali potočki, zaradi česar je pretok v jezeru dokaj nizek in dosegajo vodne temperature poleti do 25 °C. Zato je jezero tudi priljubljeno za kopanje. Voda je zaradi okoliškega močvirja rahlo rijava.
Jezero ima dobro razvito podvodno vegetacijo. V globinah med 1,5 do 4,5 m. prevladujejo alge parožnice (Charophyceae), ki tvorijo preproge. V plitvejših predelih raste stolistek (Myriophyllum), ob zahodni obali pa kodravi dristavec (Potamogeton crispus). Posamično najdemo tudi beli lokvanj. Obalna območja so večinoma naravna in preraščena s trsjem.  Pri odtoku na severni obali rastejo črne jelše, ob obali pa se na številnih mestih razširja plavajoči vegetacijski pokrov, ki ga tvorita mdr. šotni mah in rosika.
Med raznoliko favno je treba zlasti omeniti sladkovodne polže rodu Viviparus in veliko školjko brezzobko. Med ribami najdemo androge,  ščuke, pezdirke, zelenike, rdečeoke, rdečeperke,  linje, some, rečne ostriže in posamično tudi  postrvnike. Vsajeni so bili tudi krapi.  

## Krajinsko varstveno območje
Zajezersko jezero je bilo zaščiteno leta 1970 kot  krajinsko varstveno območje s skupno površino 112 ha.